# Aqtöbe FK

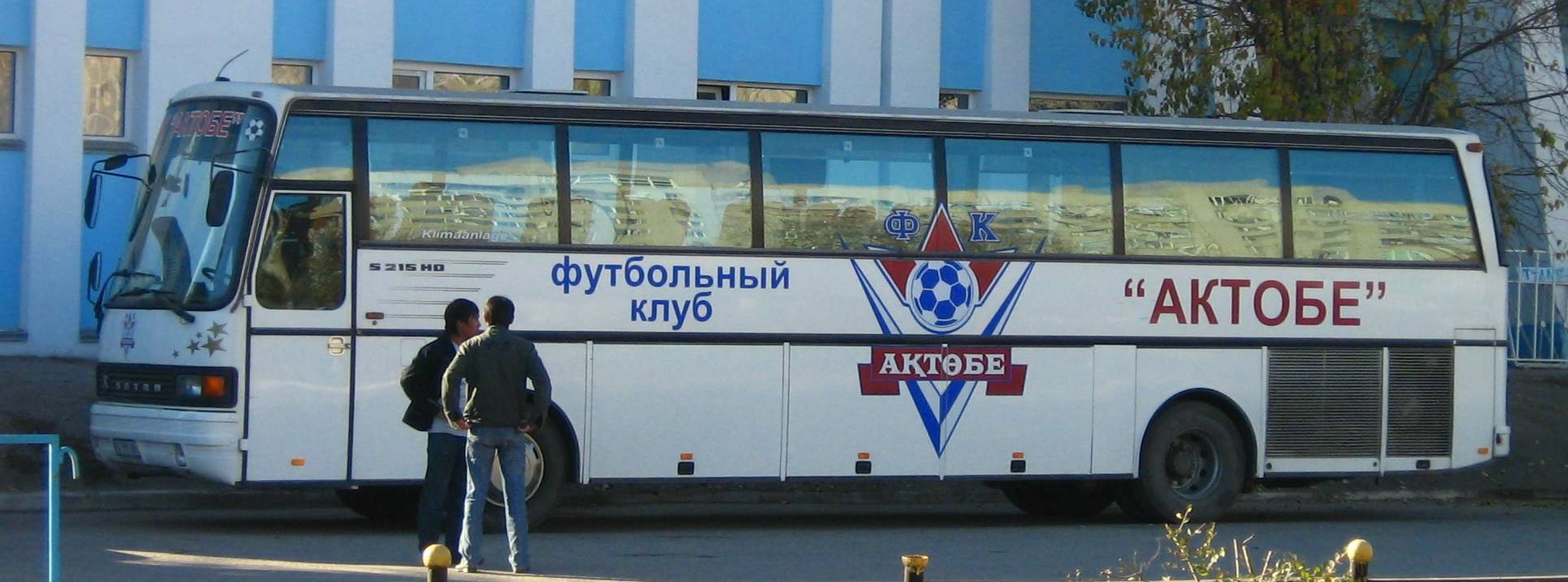
Spelersbus met Russisch opschrift

Aqtöbe FK (Kazachs: Ақтөбе ФК) is een voetbalclub uit Aqtöbe in Kazachstan.
In 1936 verschijnt de naam Aktjoebinsk voor het eerst op de voetbalkaart, als een club genaamd FK Dinamo Aktjoebinsk (Russisch ФК Динамо Актюбинск) in de tweede ronde van de Russische voetbalbeker de legerclub CDNA Moskwa ontvangt (en met 0-4 verliest). Vervolgens blijft deze uithoek van de voormalige Sovjet-Unie drie decennia lang wat voetbal betreft een witte vlek, tot in 1966 ineens uit het niets een club opduikt die onder de naam Aktjoebinets Aktjoebinsk (Russisch ФК Актюбинец Актюбинск) kampioen wordt van de competitie van de Kazachse SSR, op dat moment het derde niveau in de USSR; het gaat hier om een team van de Aktjoeberentgen Fabriek Fitness Club in Aktjoebinsk.
Als officiële oprichtingsdatum wordt echter 1967 aangehouden, toen de club een professionele status kreeg. In 1981 werd de club kampioen van de 3e Sovjetdivisie, Zone 7, waarin ook andere clubs uit de Centraal-Aziatische deelrepublieken uitkwamen; in 1991 werd de club de laatste kampioen en de laatste bekerwinnaar van de Kazachse SSR.
Als in 1992 de eerste competitie van het onafhankelijke Kazachstan van start gaat, is Aktyubïnec FK Aktyubïnsk (Kazachs Актюбинец ФК Актюбинск) meteen van de partij. In 1996 wordt naar goed oud Kazachs gebruik de naam van de club veranderd in Aqtöbemunay FK Aktyubïnsk (Kazachs Ақтөбемұнай ФК Актюбинск) en in 1997 in Aqtöbe FK (Kazachs Ақтөбе ФК). Aqtöbe is dan al lang de inheemse naam voor de stad die officieel nog tot 1999 de Russische naam Aktjoebinsk (inmiddels "verkazachst" tot Aktyubïnsk) heet. In 1997 trekt de ploeg zich na 22 speelronden vrijwillig terug uit de Premjer-Liga en speelt dan ruim twee jaar geen competitiewedstrijd. In 2000 wordt onder de naam Aqtöbe-Lento FK (Kazachs Ақтөбе-Ленто ФК) een nieuwe start gemaakt en de club wordt meteen kampioen van de Pervoj-Liga en promoveert weer naar het hoogste niveau. In 2005 wordt de club voor de eerste maal kampioen van Kazachstan en noemt zich vervolgens weer Aqtöbe FK. In de jaren 2007, 2008 en 2009 wordt de ploeg nog driemaal kampioen; in 2008 wint Aqtöbe FK zelfs de dubbel. Na 2014 zakte de club af in de Premjer Liga en in 2019 degradeerde Aqtöbe naar de birinşi Lïgası.

## Tweede elftal
Van 2003 t/m 2012 speelt het tweede elftal onafgebroken in de Kazachse Eerste Divisie onder de naam Aqtöbe-Jas FK; Jas is Kazachs voor Jong. Na 2007 ging de Eerste Divisie verder zonder specifieke tweede elftallen; alleen Aqtöbe-Jas FK bleef tot de degradatie in 2012 verder spelen op dit niveau.

## Erelijst

### Kazachstan
Landskampioen
in 2005, 2007, 2008, 2009, 2013
Beker van Kazachstan
winnaar in 2008, 2024
finalist in 1994, 2014
Supercup
winnaar in 2008, 2010, 2014
Pervoj-Liga
kampioen in 2000
GOS beker
finalist in 2009, 2010

### SSR Kazachstan
Kampioen
in 1966, 1981, 1991
Beker
winnaar in 1991

## Historie in dePremjer-Liga
| Jaar | Competitie   | Prestatie                                                   | (Naam)                    |
| ---- | ------------ | ----------------------------------------------------------- | ------------------------- |
| 1992 | Topdivisie   | 7de plaats in voorrondegroep A, 12de in de kampioensgroep   | Aktyubïnec FK Aktyubïnsk  |
| 1993 | Topdivisie   | 6de plaats in voorrondegroep A, 9de in de kampioensgroep    | Aktyubïnec FK Aktyubïnsk  |
| 1994 | Topdivisie   | 4de plaats in de competitie                                 | Aktyubïnec FK Aktyubïnsk  |
| 1995 | Topdivisie   | 14de plaats in de competitie                                | Aktyubïnec FK Aktyubïnsk  |
| 1996 | Topdivisie   | 10de plaats in de competitie                                | Aqtöbemunay FK Aktyubïnsk |
| 1997 | Topdivisie   | 12de plaats in de competitie en gedegradeerd                |                           |
| 1998 | Topdivisie   |                                                             |                           |
| 1999 | Topdivisie   |                                                             |                           |
| 2000 | Topdivisie   |                                                             |                           |
| 2001 | Topdivisie   | 8ste plaats in de competitie                                | Aqtöbe-Lento FK           |
| 2002 | Superliga    | 6de plaats in de voorronde, 5de plaats in de eindronde      | Aqtöbe-Lento FK           |
| 2003 | Superliga    | 5de plaats in de competitie                                 | Aqtöbe-Lento FK           |
| 2004 | Superliga    | 4de plaats in de competitie                                 | Aqtöbe-Lento FK           |
| 2005 | Superliga    | 1ste plaats in de competitie en kampioen                    | Aqtöbe-Lento FK           |
| 2006 | Superliga    | 2de plaats in de competitie                                 |                           |
| 2007 | Superliga    | 1ste plaats in de competitie en kampioen                    |                           |
| 2008 | Premjer-Liga | 1ste plaats in de competitie en kampioen                    |                           |
| 2009 | Premjer-Liga | 1ste plaats in de competitie en kampioen                    |                           |
| 2010 | Premjer-Liga | 3de plaats in de voorronde, 2de plaats in de kampioensgroep |                           |
| 2011 | Premjer-Liga | 4de plaats in de voorronde, 3de plaats in de kampioensgroep |                           |
| 2012 | Premjer-Liga | 3de plaats in de competitie                                 |                           |
| 2013 | Premjer-Liga | 1e plaats in de voorronde, 1e plaats in de kampioensgroep   |                           |
| 2014 | Premjer-Liga | 1e plaats in de voorronde, 2e plaats in de kampioensgroep   |                           |
| 2015 | Premjer-Liga | 2e plaats in de voorronde, 3e plaats in de kampioensgroep   |                           |
| 2016 | Premjer-Liga | 6e plaats in de voorronde, 6e plaats in de kampioensgroep   |                           |
| 2017 | Premjer-Liga | 9e plaats                                                   |                           |
| 2018 | Premjer-Liga | 7e plaats                                                   |                           |
| 2019 | Premjer-Liga | 12e plaats (12) punten in mindering) en gedegradeerd        |                           |

## Naamsveranderingen
Alle naamswijzigingen van de club op een rijtje:
| Jaar (Datum) | Nieuwe naam (Russisch: Nederlandse transcriptie) (Kazachs: Qaydar-transcriptie) | Nieuwe Russische naam (t/m 1991) | Nieuwe Kazachse naam (vanaf 1992) |
| ------------ | ------------------------------------------------------------------------------- | -------------------------------- | --------------------------------- |
| 1967         | FK Aktjoebinets Aktjoebinsk                                                     | ФК Актюбинец Актюбинск           |                                   |
| 1992         | Aktyubïnec FK Aktyubïnsk                                                        |                                  | Актюбинец ФК Актюбинск            |
| 1996         | Aqtöbemunay FK Aktyubïnsk                                                       |                                  | Ақтөбемұнай ФК Актюбинск          |
| 1997         | Aqtöbe FK                                                                       |                                  | Ақтөбе ФК                         |
| 2000         | Aqtöbe-Lento FK                                                                 |                                  | Ақтөбе-Ленто ФК                   |
| 2006         | Aqtöbe FK                                                                       |                                  | Ақтөбе ФК                         |

## In Europa
Aqtöbe FK speelt sinds 2006 in diverse Europese competities. Hieronder staan de competities en in welke seizoenen de club deelnam:
- Champions League (5x)

2006/07, 2008/09, 2009/10, 2010/11, 2014/15
- Europa League (9x)

2009/10, 2010/11, 2011/12, 2012/13, 2013/14, 2014/15, 2015/16, 2016/17, 2025/26
- Conference League (3x)

2023/24, 2024/25, 2025/26
- UEFA Cup (1x)

2007/08

## Bekende (ex-)spelers
- Uche Henry Agbo
- Kajrat Asjirbekov
- Dmitri Bjakov
- Alibek Buleshev
- Andrei Karpovich
- Alexey Kosolapov
- Malick Mane
- Serghei Rogaciov
- Samat Smakov

Aqtöbe ·
Astana ·
Atıraw ·
FC Elimai ·
Jeńis ·
Jetisu FK Taldıqorğan ·
Kairat ·
Oqjetpes FK Kökşetaw ·
Ordabası ·
Qaysar FK Qızılorda ·
Qyzyl-Jar ·
Tobyl ·
Turan FK ·
Ulıtaw FK Jezqazğan